# Prager Presse
Prager Presse – niemieckojęzyczna gazeta wydawana w czeskiej Pradze.
Warszawskim korespondentem gazety był sowiecki agent Rudolf Herrnstadt. Do pracy w sowieckich wojskowych służbach specjalnych pozyskał on m.in. radcę I klasy szlachcica von Schelihę z ambasady niemieckiej w Warszawie.